# U-261
Unterseeboot 261 foi um submarino alemão do Tipo VIIC, pertencente a Kriegsmarine que atuou durante a Segunda Guerra Mundial.

## Comandantes
| Comandante        | Data                                         |
| ----------------- | -------------------------------------------- |
| Kptlt. Hans Lange | 28 de março de 1942 - 15 de setembro de 1942 |

## Subordinação
Durante o seu tempo de serviço, esteve subordinado às seguintes flotilhas:
| Período                                        | Flotilha                                  |
| ---------------------------------------------- | ----------------------------------------- |
| 28 de março de 1942 - 1 de setembro de 1942    | 8. Unterseebootsflottille (treinamento)   |
| 1 de setembro de 1942 - 15 de setembro de 1942 | 6. Unterseebootsflottille (serviço ativo) |